# Jean Dotto
Jean Baptiste Dotto (Saint Nazaire, 27 de marzo de 1928 - 20 de febrero de 2000), apodado "El viticultor de Cabasse" (Le vigneron de Cabasse) fue un ciclista francés, profesional entre los años 1948 y 1963.
Especializado en las etapas de montaña, el mayor logro de su vida deportiva fue la victoria en la clasificación general de la Vuelta ciclista a España 1955, por delante de Antonio Jiménez Quiles y Raphaël Geminiani. En el Tour de Francia llegó a alcanzar la cuarta plaza en la edición de 1954, siendo este su mejor resultado en la ronda francesa.

## Palmarés
1951
- Gran Premio de Mónaco

1952
- Dauphiné Libéré, más 1 etapa
- Gran Premio de Mónaco

1954
- 1 etapa del Tour de Francia

1955
- Vuelta a España
- 1 etapa del Giro de Italia

1957
- Tour de Vaucluse

1960
- Dauphiné Libéré

## Resultados en las grandes vueltas
| Carrera         | 1951 | 1952 | 1953 | 1954 | 1955 | 1956 | 1957 | 1958 | 1959 | 1960 | 1961 | 1962 | 1963 |
| --------------- | ---- | ---- | ---- | ---- | ---- | ---- | ---- | ---- | ---- | ---- | ---- | ---- | ---- |
| Giro de Italia  | -    | -    | -    | -    | 17º  | Ab.  | -    | -    | -    | -    | -    | -    | -    |
| Tour de Francia | 23.º | 8.º  | Ab.  | 4.º  | Ab.  | 19º  | 10º  | Ab.  | 15º  | 35º  | 8º   | 58.º | 28º  |
| Vuelta a España | X    | X    | X    | X    | 1º   | Ab.  | 13º  | -    | -    | -    | Ab.  | -    | -    |